# Grøn frø
Grøn frø (Pelophylax esculentus) er en frø, der når en størrelse på mellem 50 og 110 mm. Hunnen bliver større end hannen. Hannen har to ydre kvækkeposer, en bag hver mundvig. Ligesom andre padder er den fredet i Danmark, men i Frankrig spises den.
Den findes i vandhuller og småsøer hele sommerhalvåret igennem. Den kommer frem fra dvalen i starten af april, men begynder først at yngle i slutningen af maj. Til gengæld kan yngleperioden vare et godt stykke ind i juli. Den grønne frø er en hurtig og behændig jæger, som elegant hopper op af vandet og griber flyvende insekter. Den er meget grådig og forsøger at gribe alt, hvad der ikke er for stort til at blive slugt.

## Billeder
- Grøn frø i vand
- Bevis for kannibalisme
- Grøn frø
- Grøn frø
- Grøn frø på en arm
- Af i naturlige omgivelser